# Jefferson Orejuela
Jefferson Gabriel Orejuela Izquierdo (ur. 14 lutego 1993 w San Lorenzo) – ekwadorski piłkarz występujący na pozycji defensywnego pomocnika, obecnie zawodnik brazylijskiego Fluminense FC.

## Kariera klubowa
Orejuela rozpoczynał treningi piłkarskie w niewielkiej szkółce juniorskiej Escuela Vilder Chávez, skąd w wieku piętnastu lat przeniósł się do najsłynniejszej w Ekwadorze akademii młodzieżowej CD Caribe Junior z miasta Nueva Loja. Tam terminował przez dwa sezony, na zaledwie kilka tygodni został zawodnikiem drużyny CS Norte América grającej w lidze regionalnej, po czym przeniósł się do absolutnego beniaminka najwyższej klasy rozgrywkowej – słynącego z pracy z młodzieżą klubu Independiente del Valle z siedzibą w Sangolquí. Do pierwszego zespołu został włączony jako dziewiętnastolatek przez szkoleniowca Carlosa Sevillę i w ekwadorskiej Serie A zadebiutował 28 marca 2012 w zremisowanym 1:1 spotkaniu z LDU Quito. Już po kilku miesiącach został podstawowym graczem ekipy, premierowego gola w lidze zdobywając 3 października tego samego roku w zremisowanej 2:2 konfrontacji z Deportivo Quito.
Orejuela wywalczył sobie niepodważalną pozycję w wyjściowym składzie po przyjściu do klubu szkoleniowca Pablo Repetto. W sezonie 2013 zdobył z Independiente tytuł wicemistrza Ekwadoru i przez następne kilka lat był filarem środka pola drużyny uznawanej za najlepszą w stosunkowo krótkiej historii klubu. W sezonie 2016 został wybrany w oficjalnym plebiscycie do najlepszej jedenastki ligi ekwadorskiej, a w tym samym roku wywalczył z Independiente jeden z największych sukcesów w historii ekwadorskiego futbolu, niespodziewanie docierając do finału rozgrywek Copa Libertadores. W taktyce trenera Repetto stworzył wówczas podstawowy duet środkowych pomocników z bardziej doświadczonym Mario Rizotto. Ogółem w barwach Independiente występował przez pięć lat, notując 184 występy we wszystkich rozgrywkach.
W styczniu 2017 Orejuela – wraz ze swoim kolegą z zespołu Juniorem Sornozą –  został graczem czołowego brazylijskiego klubu Fluminense FC z siedzibą w Rio de Janeiro. W tym samym roku jako kluczowy zawodnik zdobył z nim wicemistrzostwo ligi stanowej – Campeonato Carioca, zaś w Campeonato Brasileiro Série A zadebiutował 14 maja 2017 w wygranym 3:2 meczu z Santosem FC.

## Kariera reprezentacyjna
W seniorskiej reprezentacji Ekwadoru Orejuela zadebiutował za kadencji selekcjonera Gustavo Quinterosa, 6 października 2016 w wygranym 3:0 meczu z Chile w ramach eliminacji do Mistrzostw Świata w Rosji.